# Ark (álbum de L'Arc~en~Ciel)
ark es un álbum de L'Arc~en~Ciel, lanzado el 1 de julio de 1999 junto con otro disco del mismo grupo, ray. Ambos superaron los dos millones de copias vendidas, ocupando el primer y segundo puesto del ranking y comercializándose simultáneamente en 7 países de Asia. 
ark cuenta con 5 singles en total: DIVE TO BLUE, forbidden lover, HEAVEN'S DRIVE, Pieces y Driver's High. Todos ellos formaban parte de algún anuncio o programa de televisión, siendo la más conocida Driver's High' (opening del anime Great Teacher Onizuka).

## Lista de canciones
| #   | Título                 | Compuesta por:                                                                           |
| --- | ---------------------- | ---------------------------------------------------------------------------------------- |
| 1.  | forbidden lover        | Hyde (letra), Ken (música), L'Arc~en~Ciel y Hajime Okano (arreglos)                      |
| 2.  | HEAVEN'S DRIVE         | Hyde, (letra y música), L'Arc~en~Ciel y Hajime Okano (arreglos)                          |
| 3.  | Driver's High          | Hyde (letra), Tetsu (música), L'Arc~en~Ciel y Hajime Okano (arreglos)                    |
| 4.  | Cradle                 | Hyde (letra), Yukihiro (música), L'Arc~en~Ciel y Hajime Okano (arreglos)                 |
| 5.  | DIVE TO BLUE           | Hyde (letra), Tetsu (música), L'Arc~en~Ciel y Hajime Okano (arreglos)                    |
| 6.  | Larva                  | Yukihiro (música), L'Arc~en~Ciel y Hajime Okano (arreglos)                               |
| 7.  | Butterfly's Sleep      | Hyde (letra), Ken (música), L'Arc~en~Ciel y Hajime Okano (arreglos)                      |
| 8.  | Perfect Blue           | Tetsu (letra y música), L'Arc~en~Ciel y Hajime Okano (arreglos)                          |
| 9.  | Shinjitsu no Gensou to | Hyde (letra), Ken (música), L'Arc~en~Ciel y Hajime Okano (arreglos)                      |
| 10. | What is love           | Hyde (letra), Tetsu (música), L'Arc~en~Ciel y Hajime Okano (arreglos)                    |
| 11. | Pieces [ark mix]       | Hyde (letra), Tetsu (música), L'Arc~en~Ciel y Hajime Okano (arreglos) *Versión del álbum |

## Vídeos promocionales
- L'Arc~en~Ciel - DIVE TO BLUE
- L'Arc~en~Ciel - forbidden Lover
- L'Arc~en~Ciel - HEAVEN'S DRIVE
- L'Arc~en~Ciel - Pieces
- L'Arc~en~Ciel - Driver's High

- Datos: Q567125